# Union Station (groupe)
Pour les articles homonymes, voir Union Station.
Union Station est un groupe américain de bluegrass et de country. Il est formé en 1987 autour de la musicienne et chanteuse Alison Krauss.
Fondé initialement sous le nom d'Alison Krauss and Union Station, il était à l'origine composé de cette dernière et de Tim Stafford, Ron Block, Adam Steffey, Barry Balles et Larry Atamanuik. En 1992, Dan Tyminski prend la place de Tim Stafford. Plus tard, en 1998, Jerry Douglas remplace Adam Steffey au dobro.

## Carrière
Alison Krauss commence sa carrière en signant chez Rounder Records. Elle est alors âgée de 16 ans, et sort son premier album Too Late to Cry, accompagnée de son groupe Union Station. Son premier album, crédité uniquement au nom d'Alison Krauss, est rapidement suivi par un album de groupe, sous le nom d'Alison Krauss and Union Station. Ponctué d'inspirations traditionnelles, ce disque, Two Highways, sort en 1989.
Le contrat d'Alison Krauss l'oblige à alterner entre la sortie d'un album solo et d'un album avec Union Station. Ainsi, après un autre album solo, I've Got That Old Feeling, en 1990, le groupe sort en 1992 un nouvel album, Every Time You Say Goodbye. L'album fait remporter à la chanteuse son deuxième Grammy pour le meilleur album bluegrass de l'année.
Tim Stafford quitte le groupe en 1992 et est remplacé par Dan Tyminski, du Lonesome River Band. Au cours de l'année 1993, Tyminski rejoint brièvement son groupe d'origine, et est remplacé pendant ce temps par John R. Bowman, qui tourne avec Union Station jusqu'en 1994.Tyminski est ensuite revenu dans le groupe, de manière permanente.
So Long So Wrong, sorti en 1997, remporte le Grammy Award du meilleur album de blugrass. Le titre It Doesn't Matter, présent sur cet album, est audible dans le premier épisode la saison 2 de Buffy contre les vampires. Il est par la suite inclus sur la bande originale de la série, sortie en 1999.
Adam Steffey quitte Union Station en 1998, et est remplacé par Jerry Douglas, un joueur réputé de dobro.
Le groupe gagne en popularité avec la sortie du film des frères Coen, O'Brother, qui reprend plusieurs chansons d'Alison Krauss. Surtout, le titre Man of Constant Sorrow, interprété en playback dans le film par George Clooney, est chanté par Dan Tyminski.
Leur album suivant, New Favorite, sort le 14 août 2001. L'album remporte le Grammy du meilleur album de bluegrass, et le single The Lucky One remporte lui aussi un Grammy.. Lonely Runs Both Ways, sorti en 2004, est disque d'or.
A nouveau avec Union Station, Alison Krauss sort en avril 2011 un nouvel album intitulé Paper Airplane,,.
En 2014, Union Station fait une tournée en commun avec Willie Nelson and Family, Kacey Musgraves, et The Devil Makes Three,,,.

## Membres

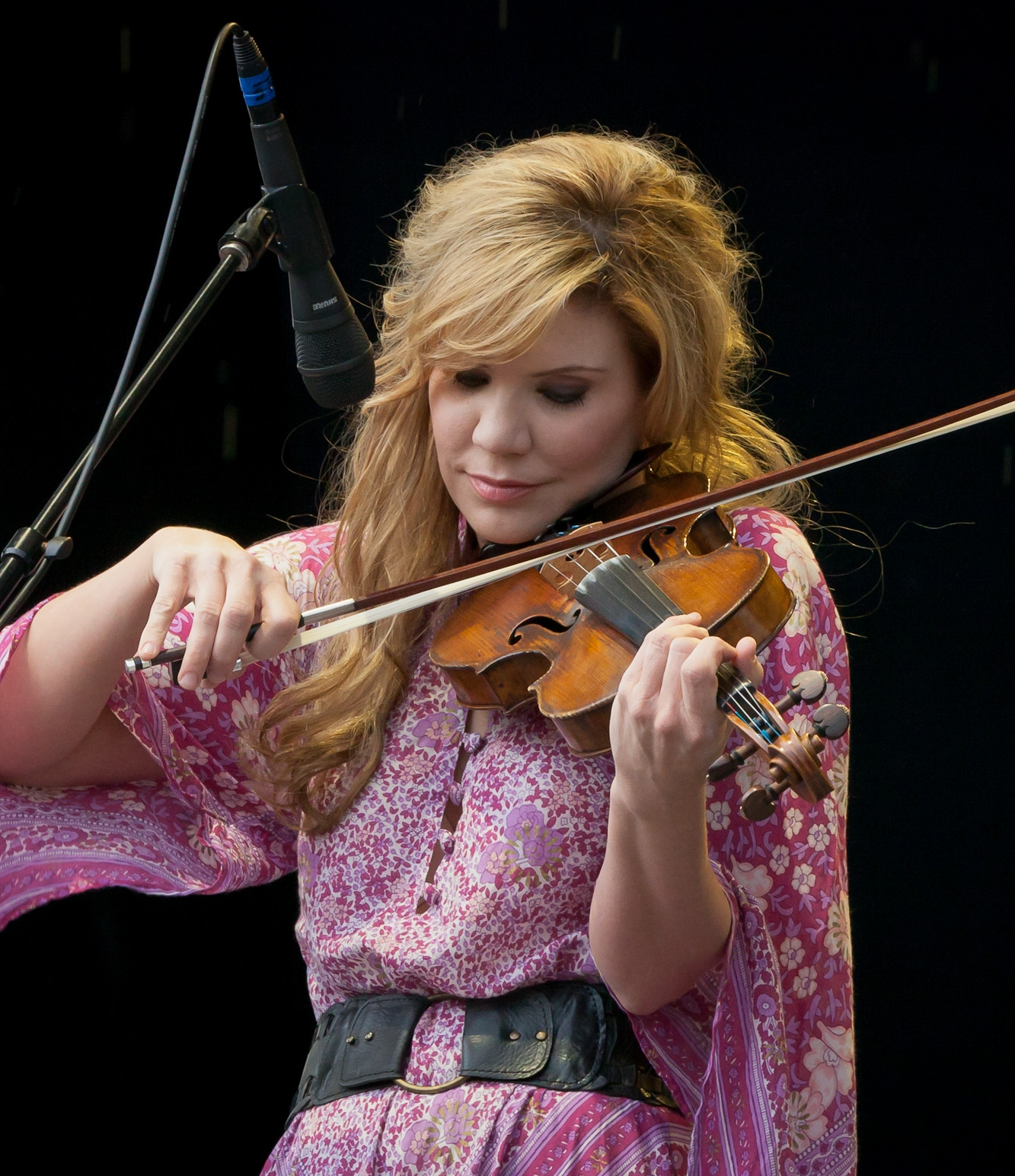
Alison Krauss en concert en 2011.

- Alison Krauss - chant, piano, violon
- Larry Atamanuik - batterie, percussion
- Barry Bales (en) - basse (depuis 1990)
- Ron Block (en) - guitare, banjo (depuis 1991)
- John R. Bowman - guitare (1993 - 1994)
- Alison Brown - guitare, banjo (1987 - 1991)
- Dave Denman - chœurs, guitare
- Jerry Douglas - dobro (depuis 1998)
- Mike Harman - banjo, chœurs
- Viktor Krauss - basse (1989 - 1990)
- John Pennell - basse (jusqu'à 1989)
- Tim Stafford (en) - guitare, mandoline (1990 - 1992)
- Adam Steffey (en) - mandoline (1990 - 1998)
- Dan Tyminski - chœurs, chant, guitare, mandoline (1992 - 1993, 1994-2025)
- Jeff White - guitare, chœurs (1987 - 1990)
- Russell Moore.- guitare, chant (depuis 2025)
- Stuart Duncan – fiddle, musicien de tournée (depuis 2025)

## Discographie
- Two Highways (1989)
- Every Time You Say Goodbye (1992)
- So Long So Wrong (1997)
- New Favorite (2001)
- Live (2002)
- Lonely Runs Both Ways (2004)
- Paper Airplane (2011)

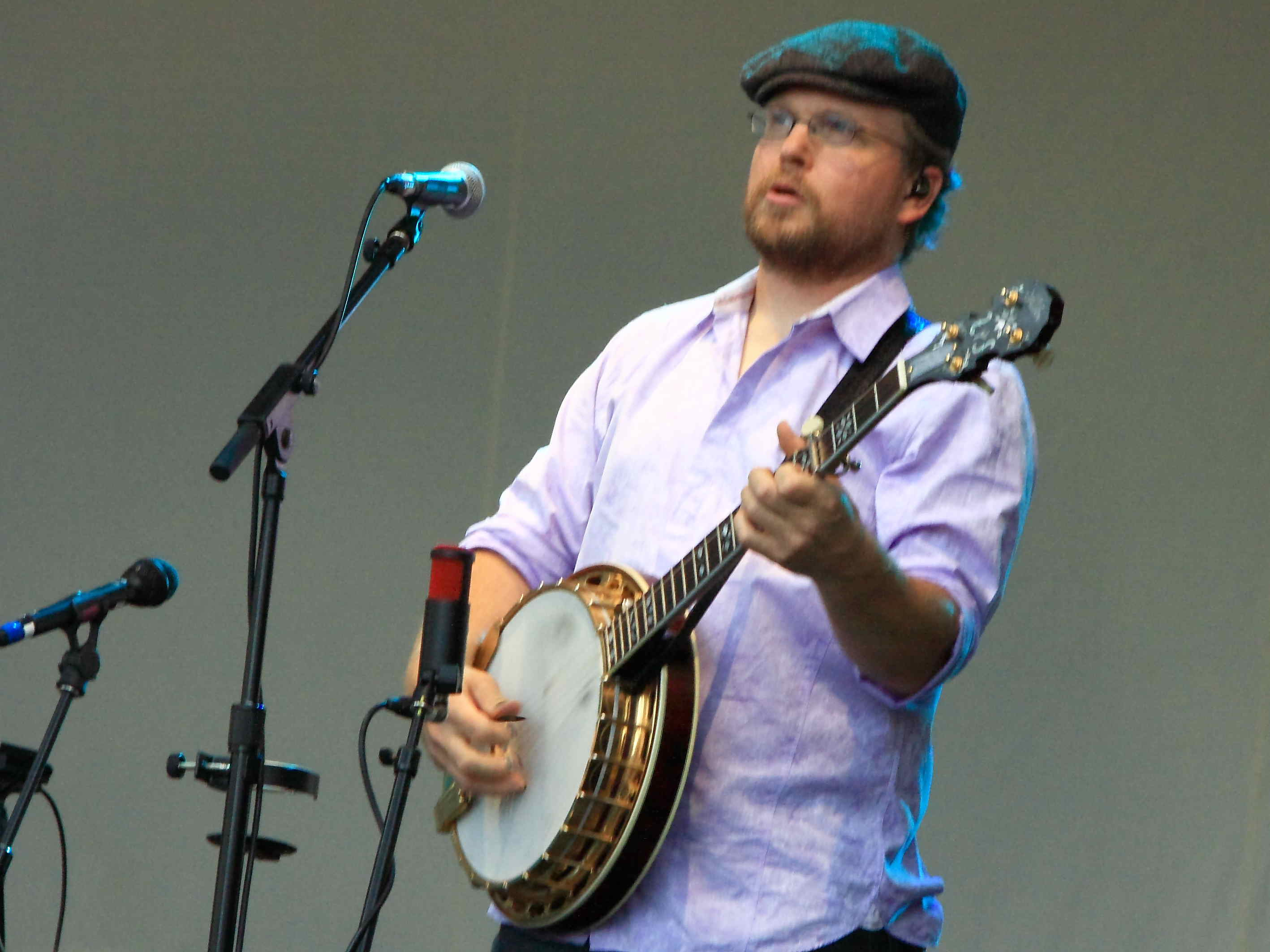
Ron Block, en concert avec Union Station, en 2012.

- Mermaid Theater London December 12 2011 (2011)
- Arcadia (2025)